# Pietro Sponziello
Pietro Sponziello, detto Piero (Lecce, 6 marzo 1912 – Pescara, 16 agosto 2013), è stato un avvocato e politico italiano.

## Biografia
Di professione avvocato, deputato alla Camera dei deputati ininterrottamente dalla II alla VII legislatura nelle file del Movimento Sociale Italiano, decise di passare al neonato movimento di Democrazia Nazionale - Costituente di Destra nella VII legislatura. Col fallimento però del nuovo movimento di centro-destra alle elezioni del 1979, Sponziello non verrà riconfermato a Montecitorio.

Il 7 marzo 2012 in occasione del suo centesimo compleanno il presidente della Camera dei deputati Gianfranco Fini gli ha rivolto un augurio mentre era presente alla seduta.
Muore a Pescara il 16 agosto 2013 nella casa di cura Pierangeli all'età di 101 anni.